# كريس ستوكس (لاعب كرة قدم)
كريس ستوكس (بالإنجليزية: Chris Stokes)‏ هو لاعب كرة قدم بريطاني في مركز الدفاع، ولد في 8 مارس 1991 في فروم ‏ في المملكة المتحدة. شارك مع منتخب إنجلترا تحت 17 سنة لكرة القدم. أما مع النوادي، فقد لعب مع بولتون واندررز وفوريست غرين وكوفنتري سيتي ونادي كرو ألكساندرا.

## وصلات خارجية
- كريس ستوكس على موقع قاعدة بيانات كرة القدم.إي يو (الإنجليزية)
- كريس ستوكس على موقع Soccerbase.com (لاعب) (الإنجليزية)
- كريس ستوكس على موقع Soccerway.com (الإنجليزية)